# José Luís Longarón
José Luís Longarón (Tolosa, 1952-2019) fue un artista plástico tolosarra.

## Biografía
Nació y vivió en la calle Mayor de Tolosa en una familia de comerciantes.  Tuvo tres hermanos, también con afición al arte, en la música y en la fotografía. Empezó a pintar muy joven y se hizo popular como profesor de artes plásticas y por su afición literaria. 

## Su aportación
1970-71. Con Mariano Arsuaga y Joseba Urteaga organizó una serie de exposiciones individuales en la biblioteca del municipio, situada en el archivo de Tolosa. Además de sus obras, se pudieron ver las de Matxin Labayen, José Mª Telleria, Teresa Azkarate e Iñaki Caballero entre otros.
1972  
-En el Palacio Aranburu de Tolosa, organizado por Lizardi 
participó junto a otros muchos artistas en la exposición colectiva de la Quincena Cultural. 
1973. La anterior exposición, bajo el título de "Exposición de arte vasco", tuvo lugar en Ataun en homenaje al antropólogo y etnólogo Joxe Miguel Barandiaran.
1975. Exposición en la Caja Laboral de Tolosa con Mariano Arsuaga, Joseba Urteaga y Patxi Elosegi.
1979. Exposición en el Aula de Cultura de la Caja de Ahorros de San Sebastián junto a Mariano Arsuaga.
1980
- Junto a Mariano Arsuaga se encargó del diseño artístico de la revista "Pott", en colaboración con Bernardo Atxaga, Jose Mª Iturralde y Joseba Sarrionandia.
- Exposición en la sala Gaspar de Errenteria junto al escultor José Ramón Anda.
Años 80. Comenzó como profesor de artes plásticas en Tolosaldea y desde 1987 hasta 2017 en los talleres de arte de Tolosa e Ibarra.
1984. Creador de la escenografía teatral sobre unos  monólogos de Rafael Alberti.
1985. Exposición junto al escultor Koldo Arregi en la entrada del Teatro Leidor de Tolosa.
1987. Colaboración con Jose Mª Iturralde y Bernardo Atxaga en la Academia Secreta.
1988
- Exposición en la Casa de Cultura de Tolosa
- Murales en la plaza Euskal Herria de Tolosa, Iñaki Epelde, Koldobika Jauregi y J.M. Junto con Hernández.
1989. Seleccionada en la primera convocatoria de pintura de la Fundación Barceló de Palma de Mallorca.
1990
- Obtuvo una beca de creatividad de la Diputación Foral de Gipuzkoa.
- Primer premio en el concurso de pintura de Osakidetza.
- Exposición en la Fundación Bilbao.
- Exposición en la sala Eladio Fernández de Madrid.
- Exposición en la Galería Altxerri de Donostia junto a J. R. Amondarain y Kormaze.
- Nacimiento con Iñaki Epelde para el pueblo de Anoeta.
1993. Exposición en el Festival Barrena de Ordizia junto a Iñaki Epelde.
1994
- Exposición en la galería Gaspar de Errenteria a un Palacio Koldobika.
- Olentzero y Belén del pueblo de Tolosa junto a Iñaki Epelde.
1996. Ilustraciones para el libro del X Concurso Uxola de Tolosa
1997. Por iniciativa de la ikastola Laskorain, en Tolosa, un mural en el campo de fútbol de Usabal junto a Iñaki Epelde.
1998

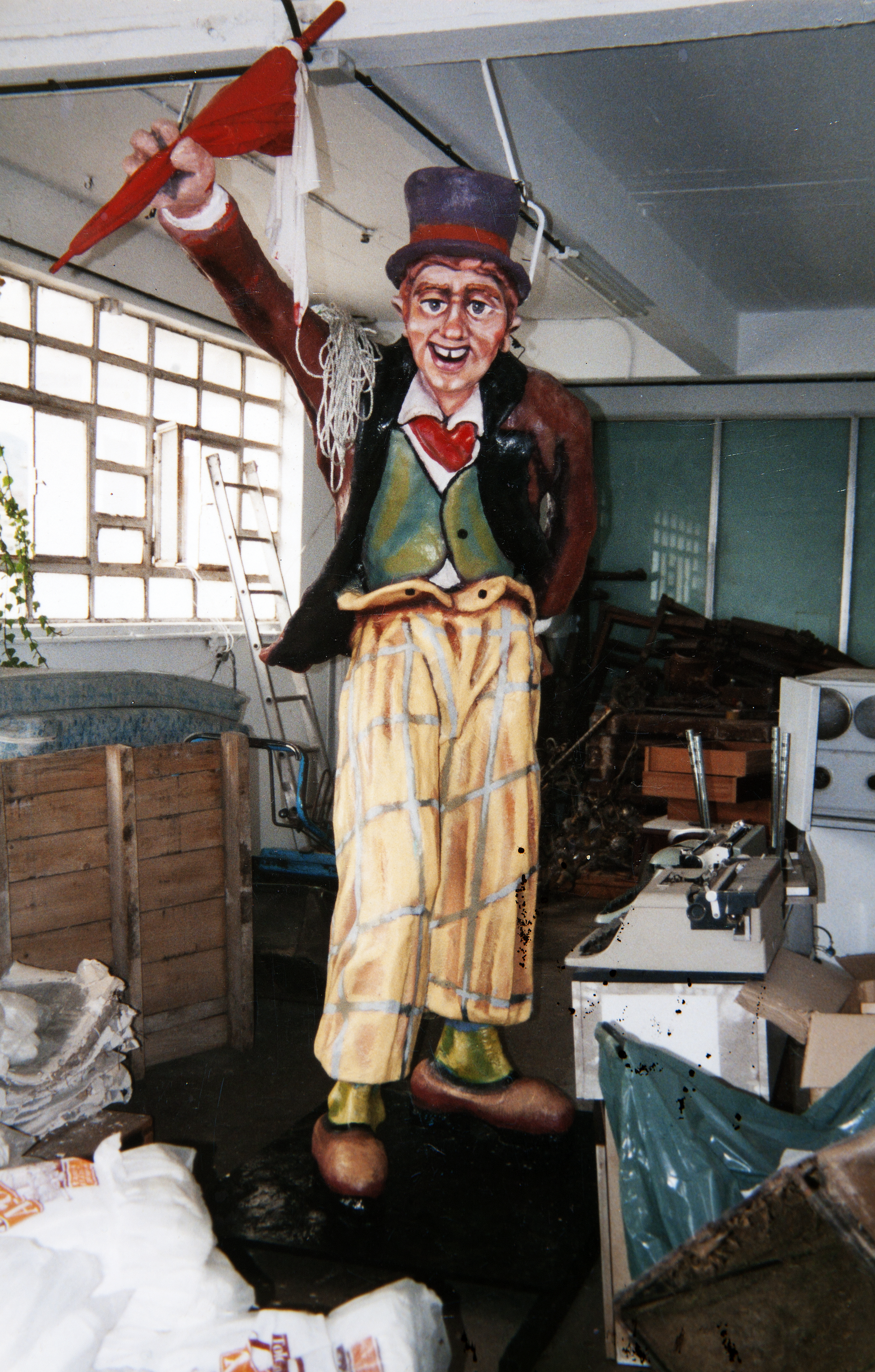
Figura del poliéster de Galtzaundi

- Exposición en el Palacio Aranburu de Tolosa.
- Diseño del premio de ferias especiales de Tolosa en colaboración con Iñaki Epelde.
1999 
- Exposición en la Ciudadela de Pamplona.
- Exposición colectiva en el Palacio Aranburu de Tolosa. Fondos del Ayuntamiento de Tolosa.
2000. Exposición en la galería Pintzel de Pamplona junto a Koldobika Jauregi e Iñaki Epelde.
2001 Imagen del poliéster de Galtzaundi para el municipio de Tolosa junto a Iñaki Epelde.
2002. Edición de la carpeta de dibujo y poesía en colaboración con Koldobika Jauregi, Iñaki Epelde, Karlos Linazasoro y Juan Cruz Igerabide.
2005
- Exposición colectiva en la galería Pintzel de Pamplona
- Exposición colectiva "ipuin ARTE-encuentos", a cargo de la asociación multicultural Irazki y la fundación 750 aniversario de Tolosa.
2006
- Exposición colectiva organizada por Nafarroa Oinez.
- Exposición colectiva en la Casa de Cultura de Lekunberri y en la Galería Mailope de Arribe (Navarra)
2009. En las jornadas Naturaldia participó junto a artistas de Tolosa en el proyecto Arte kalea.
2020. Exposición antológica en el palacio Aranburu.